# Otto Frey (Fußballspieler)
Otto Frey (* 12. März 1952 in Heidelberg) ist ein ehemaliger deutscher Fußballspieler und -trainer.

## Karriere
Er begann seine höherklassige Karriere 1970/71 beim SV Sandhausen in der 1. Amateurliga Nordbaden. Sandhausen belegte unter Trainer Reinhold Fanz sen. den 6. Rang und das Nachwuchstalent hatte in 28 Ligaeinsätzen zwei Tore dabei erzielt. Nach seiner Debütrunde in der 1. Amateurliga ging er aber für zwei Jahre zum FV 09 Weinheim. An der Bergstraße wurde er 1971/72 zusammen mit Torhüter Manfred Krei Vizemeister, erlebte aber 1972/73 den Absturz auf den 12. Rang. Nach 57 Ligaeinsätzen für die Null-Neuner schloss er sich zur Rund 1973/74 wieder dem SV Sandhausen an. Es wurde eine besondere Runde: Am Rundenschluss belegten fünf Mannschaften punktgleich mit 38:22 Zählern die Tabellenspitze. In einer Entscheidungsrunde wurde endgültig die Meisterschaft ausgespielt. Dort setzte sich der Karlsruher FV vor Dossenheim, 1. FC Pforzheim, Sandhausen und dem VfB Eppingen durch. Otto Frey belegte mit seiner Mannschaft, wo Vater Fanz als Trainer agierte und Sohn Reinhold sein Talent offenbarte, nach 30 Ligaeinsätzen mit zwei Toren, den 4. Rang. Insgesamt hat Otto Frey für Sandhausen und Weinheim in der 1. Amateurliga Nordbaden 115 Ligaspiele absolviert und vier Tore erzielt.
Zur Saison 1974/75 wechselte er als 22-Jähriger zum damals in der 2. Bundesliga Süd spielenden VfR Heilbronn. Er wurde auf Anhieb Stammspieler auf der Position des Manndeckers und galt als großes Talent. Zusammen mit seinem Bruder Karl-Heinz Frey bildete er in dieser Saison beim VfR die legendären Frey Brothers. Allerdings konnten auch die beiden Freys, trotz konstant guter Leistungen an der Seite von Mitspielern wie Karl Hrynda, Klaus Kubasik, Werner Haaga und Reinhold Fanz, den VfR-Abstieg in die 1. Amateurliga nicht verhindern. Frey meinte Jahre später in einem Interview: „Was Željko Čajkovski zu weich war, war Rudi Faßnacht zu hart. Mit einem Mittelding aus beiden Trainern dieser Saison wären wir wohl nicht abgestiegen.“
Zur Saison 1976/77 wechselte Otto Frey zum Zweitligisten SV Darmstadt 98, mit dem er zwei Jahre später, 1977/78, unter Trainer Lothar Buchmann und Mitspielern wie Walter Bechtold und Peter Cestonaro in die Bundesliga aufstieg. In der Bundesligarunde 1978/79 belegten die „Lilien“ aber lediglich den 18. Platz und stiegen umgehend wieder ab. Frey hatte 22 Spiele bestritten. Nach dem Abstieg mit Darmstadt unterschrieb er beim Zweitligisten VfR Bürstadt, seinerzeit bekannt als VfR OLI Bürstadt, wo er mit Mannschaftskameraden wie Peter Löhr, Georg Müllner, Horst Schauß und Jürgen Stars unter den Trainern Fritz Fuchs und dessen Nachfolger Lothar Kleim 65 Zweitligaspiele mit drei Toren absolvierte und den 14. beziehungsweise den 13. Rang belegte. 1981 beendete er seine Profikarriere. Die folgenden drei Jahre spielte Frey für den SV Sandhausen in der Oberliga.
Erste Erfahrungen auf der Trainerbank konnte Frey ab 1985 beim TSV Michelfeld als Spielertrainer sowie beim VfB Wiesloch sammeln. Von dort wurde Frey im Laufe der Spielzeit 1994/95 vom VfR Heilbronn als Nachfolger des gesundheitlich angeschlagenen Horst Hägele verpflichtet. Nach Ende der Saison wurde Gerd Störzer neuer Trainer der ersten Mannschaft, Frey wechselte in den Jugendbereich. Unter seiner Leitung gewann die A-Jugend des VfR Heilbronn den DFB-Juniorenpokal 1996. Im Laufe der Saison 1997/98 wechselte Frey als Nachfolger des entlassenen Günther Major nochmals auf den Chefsessel der ersten Mannschaft, konnte aber deren Abstieg aus der Oberliga nicht verhindern. In der Folgezeit war Frey Trainer bei der SG Kirchardt, beim VfB Eppingen sowie bei der Jugend der TSG Hoffenheim.
2004 kehrte Frey zum SV Sandhausen zurück und trainierte dort zunächst die zweite Mannschaft und später auch im Jugendbereich. Im Sommer 2009 beendete Frey seine Tätigkeit als aktiver Trainer, blieb dem Verein aber als Mitglied des Jugendvorstandes erhalten. Hauptberuflich betrieb Frey zuletzt ein Taxiunternehmen in Heidelberg.